# Минска област
Минска област (на беларуски: Мі́нская вобласць) е една от 6-те области на Беларус. Площ 39 854 km² (без територията на град Минск, 3-то място по големина в Беларус, 19,2% от нейната площ). Население на 1 януари 2019 г. 1 428 530 души (без населението на град Минск, най-голяма по население в Беларус, 15,08% от нейното население). Административен център град Минск, който не влиза в състава на областта.

## Историческа справка
До установяването на съветската власт през 1917 г. на територията на днешната Минска област е имало 5 града, като всичките са официално признати за градове през 1795 г.: Борисов (основан през 1032 г., първи исторически сведения от 1125 г.), Вилейка, Слуцк (първи летописни сведения от 1116 г.), Несвиж (вторично признат за град през 1940 г.) и Игумен (през 1924 г. преименуван на Червен). По време на съветската власт, в периода от 1938 до 1985 г. за градове са признати още 14 селища, а най-новите 5 града Крупки, Логойск, Мядел, Узда и Фанипол са утвърдени за такива след като през 1990 г. Беларус става независима държава.
Минска област е образувана на 15 януари 1938 г. На 20 септември 1944 г. от югоизточните райони на областта е образувана Бобруйска област. На 8 януари 1954 г. в състава на областта влизат части от закритите Барановичка и Бобруйска области, а на 20 януари 1960 г. – части от закритата Молодечненска област.

## Географска характеристика
Минска област е разположена в централната част на Беларус и е единствената област в страната, която граничи с всичките останали 5 области. На север граничи с Витебска област, на изток – с Могильовска област, на юг – с Гомелска област, на югозапад – с Брестка област и на запад – с Гродненска област. В тези си граници заема площ от 39 854 km² (3-та по големина в Беларус, 19,2% от нейната площ). Дължина от север на юг 285 km, ширина от запад на изток 210 km.
Релефът на областта представлява слабо издигната хълмиста равнина. Северозападната ѝ част е най-висока и тук се издига силно разчлененото Минско възвишение с максимална височина връх Дзержинская 345 m (53°50′55″ с. ш. 27°03′57″ и. д. / 53.848611° с. ш. 27.065833° и. д.), най-високата точка на Беларус. В източната част на областта се простира Централноберезинската равнина, а южната ѝ част е заета от Полеската низина.
Климатът е умерено континентален със сравнително кратка зима и влажно и топло лято. Средна януарска температура от -5,8 °C на югозапад до -7,2 °C на североизток, а средната юлска съответно 17,3 °C и 18,3 °C. Годишната сума на валежите се колебае от 550 mm до 700 mm. Продължителността на вегетационния период (минимална денонощна температура 5 °C) е 185 – 195 денонощия.
Територията на Минска област попада в 3 водосборни басейна. Около 70% (централните, източните и южните райони) принадлежат към водосборния басейн на река Днепър. Тук текат реките: в източната част – Березина (десен приток на Днепър) с притоците си Свислоч, Гайна, Бобър, Уша и др.; в централната и южната част – левите притоци на река Припят (десен приток на Днепър) – Лан, Случ и Птич. Западните райони са заети от водосборния басейн на река Неман (горното течение) и нейните притоци Уса, Лоша, Сула, Березина и Вилия (горното течение, с притоците си Илия, Сервеч, Уша, Нароч). Крайните североизточни и крайните северозападни ъгли на Минска област попадат във водосборния басейн на река Западна Двина. В областта има множество езера, най-големи от които са: Нароч, Мядел, Мястро, Свир, Вишневское, Селява, Палик и др.
В областта преобладават ливадно-подзолистите (56,4% от почвения състав), торфено-блатните и алувиалните (21,8%) почви. Горите са силно намалели в резултат на масовата сеч през столетията и днес заемат 36,8% от територията на областта, като преобладават бор (62%) и смърч (14%). От широколистните видове най-разпространени са брезата и елшата. Основните горски масиви са разположени в източната част на областта, където залесеността в отделни райони достига 50 – 52%. Блатата са предимно от низинен тип и заемат 14% от нейната територия. Животинският свят е представен предимно от следните видове: вълк, лисица, лос, сърна, язовец, норка, заек, белка, дива свиня, хермелин, енотовидно куче, а по-рядко се срещат мечка, хамстер, лалугер и др. От птиците най-разпространени са тетерев, сива гъска, дива патица и др., а реките и водните басейни са богати на различни видове риби.

## Население
На 1 януари 2019 г. населението на Минска област (без столицата Минск) е наброявало 1 428 530 души (15,08% от населението на Беларус). Гъстота 35,84 души/km². Градско население 56,49%. Етнически състав: беларуси 88,48%, руснаци 7,14%, поляци 1,26%, украинци 1,25%, арменци 0,12%, татари 0,09%, цигани 0,07% и др.

## Административно-териториално деление
В административно-териториално отношение Минска област се дели на 1 областен градски окръг, 22 административни района, 24 града, в т.ч. 1 град с областно подчинение и 23 града с районно подчинение и 19 селища от градски тип.
| Административна единица | Площ (km²) | Население (2017 г.) | Административен център | Население (2017 г.) | Разстояние до Минск (в km) | Други градове и сгт с районно подчинение |
| ----------------------- | ---------- | ------------------- | ---------------------- | ------------------- | -------------------------- | ---------------------------------------- |
| Областен градски окръг  |            |                     |                        |                     |                            |                                          |
| 1. Жодино               | 23         | 64 705              | гр. Жодино             | 64 705              | 57                         |                                          |
| Административен район   |            |                     |                        |                     |                            |                                          |
| 1. Березински           | 1940       | 21 707              | гр. Березино           | 11 629              | 101                        |                                          |
| 2. Борисовски           | 2988       | 180 049             | гр. Борисов            | 142 681             | 71                         |                                          |
| 3. Вилейски             | 1454       | 46 810              | гр. Вилейка            | 26 638              | 103                        |                                          |
| 4. Воложински           | 1917       | 33 028              | гр. Воложин            | 10 405              | 75                         | Ивенец                                   |
| 5. Дзержински           | 1190       | 67 360              | гр. Дзержинск          | 28 253              | 38                         | гр. Фанипол, Негорелое                   |
| 6. Клецки               | 974        | 26 979              | гр. Клецк              | 11 567              | 140                        |                                          |
| 7. Копилски             | 1608       | 27 506              | гр. Копил              | 9407                | 125                        |                                          |
| 8. Крупски              | 2139       | 22 270              | гр. Крупки             | 8728                | 118                        | Бобър, Холопеничи                        |
| 9. Логойски             | 2365       | 35 689              | гр. Логойск            | 13 249              | 40                         | Плешченици                               |
| 10. Любански            | 1914       | 30 726              | гр. Любан              | 10 882              | 152                        | Уречие                                   |
| 11. Мински              | 1903       | 222 145             | гр. Минск              |                     | -                          | гр. Заславъл, Мачулищи                   |
| 12. Молодечненски       | 1392       | 136 237             | гр. Молодечно          | 94 558              | 83                         | Радошковичи                              |
| 13. Мяделски            | 1964       | 25 458              | гр. Мядел              | 6838                | 163                        | Кривичи, Нароч, Свир                     |
| 14. Несвижки            | 863        | 38 795              | гр. Несвиж             | 15 881              | 112                        | Городея                                  |
| 15. Пуховички           | 2441       | 64 889              | гр. Марина Горка       | 21 184              | 63                         | Правдински, Руденск, Свислоч             |
| 16. Слуцки              | 1821       | 90 305              | гр. Слуцк              | 61 465              | 105                        |                                          |
| 17. Смолевички          | 1394       | 46 735              | гр. Смолевичи          | 16 864              | 38                         | Зелени Бор                               |
| 18. Солигорски          | 2499       | 133 881             | гр. Солигорск          | 106 289             | 133                        | Красная Слобода, Старобин                |
| 19. Стародорожки        | 1370       | 18 892              | гр. Стари Дороги       | 10 346              | 148                        |                                          |
| 20. Столбцовски         | 1885       | 39 086              | гр. Столбци            | 17 077              | 78                         |                                          |
| 21. Узденски            | 1181       | 23 512              | гр. Узда               | 10 179              | 74                         |                                          |
| 22. Червенски           | 1630       | 31 766              | гр. Червен             | 9562                | 62                         | Смиловичи                                |